# بيلين هويو جوليا
بيلين هويو جوليا (فالنسيا، 5 مايو 1984) سياسية إسبانية تنتمي إلى حزب الشعب. بيلين متزوجة ولديها طفلان، ولد أحدهما بعد عملية قيصرية.
حاصلة على درجات في القانون والعلوم السياسية من جامعة فالنسيا. [1] شغلت منصب نائب سكرتير الأجيال الجديدة جناح الشباب في حزب الشعب والمنسق العام للحزب في مقاطعة فالنسيا. كما شغلت منصب مدير الشباب في الحزب.
في الانتخابات العامة لعام 2011 تم انتخابها لعضوية مجلس النواب الإسباني عن مقاطعة فالنسيا. كانت الأصغر من بين 350 نائبًا تم انتخابهم. بالنسبة للانتخابات العامة لعام 2015 تم وضعها في المرتبة الثانية على قائمة الحزب وأعيد انتخابها كواحدة من خمسة نواب للحزب في مقاطعة فالنسيا.